# Igor Lazić (Fußballspieler, 1967)
Igor Lazić (* 8. August 1967 in Sarajevo, SFR Jugoslawien) ist ein ehemaliger jugoslawischer Fußballspieler und heutiger -trainer.

## Karriere
Lazić begann seine Karriere beim FK Sarajevo, wo er bis 1985 bei den U-19-Junioren und danach bei den Profis unter Vertrag war. Anschließend lief er 1991/92 für SCO Angers auf, um danach beim ASOA Valence zu spielen. Nach einem kurzen Aufenthalt beim FC St. Gallen erhielt er 1995 einen Vertrag bei Dynamo Dresden. Dort schoss er in 40 Spielen in der Regionalliga Nordost 17 Tore. 1997 schloss Lazić sich dem FC Energie Cottbus an. Während dieser Zeit wurde er mit dem FC Energie in der Saison 1996/97 Meister der Regionalliga Nordost und stieg in die zweite Bundesliga auf, wo er in 15 Spielen drei Tore erzielte. Mit Cottbus erreichte er außerdem beim DFB-Pokal 1996/97 das Finale gegen den VfB Stuttgart. Dort wurde er in der 65. Minute für Ingolf Schneider eingewechselt. 1998 wechselte Lazić in die Regionalliga Nordost zum VfB Leipzig und schoss in 46 Spielen neun Tore. Von 2000 bis 2002 wirkte er beim SV Babelsberg 03. In der Saison 2000/01 schoss er in 28 Spielen acht Tore, wurde jedoch oft nur eingewechselt. Nach dem Aufstieg in die zweite Bundesliga kam er nur noch vier Mal dort zum Einsatz. Danach spielte er noch kurze Zeit für den Ludwigsfelder FC und den BSV Sebnitz und beendete danach seine Karriere. Lazić absolvierte auch elf Spiele für die jugoslawische Fußballnationalmannschaft.
Als Trainer arbeitete Lazić zunächst von 2005 bis 2006 bei der zweiten Mannschaft von Arminia Bielefeld. Danach wirkte er 2009/10 als Cheftrainer von der TuS Koblenz. Zuletzt trainierte er 2011 den BFC Dynamo.